# Sofie van Rooijen
Sofie van Rooijen (* 13. Juli 2002 in Driel (Overbetuwe)) ist eine niederländische Radrennfahrerin, die auf der Straße aktiv ist.

## Sportlicher Werdegang
Als Juniorin war van Rooijen Mitglied der Nationalmannschaft und startete wiederholt im UCI Women Junior Nations’ Cup. Ihr größter internationaler Erfolg war der Gewinn der Silbermedaille im Straßenrennen der Juniorinnen bei den Straßenradsport-Europameisterschaften 2019.
Mit dem Wechsel in die U23 wurde van Rooijen 2021 Mitglied im damaligen Team Parkhotel Valkenburg. Nachdem sie 2022 und 2023 bereits vereinzelt Podiumsplatzierungen einfahren konnte, schaffte sie in der Saison 2024 ihren internationalen Durchbruch. Gleich mehrfach konnte sie sich in die Siegerlisten verschiedener Eintagesrennen eintragen, unter anderem mit ihrem ersten internationalen Sieg bei Drentse Acht van Westerveld sowie bei Omloop van Borsele und Konvert Koerse. Bei den Europameisterschaften gewann sie den Massensprint im Straßenrennen der U23 und kürte sich zur U23-Europameisterin.
Zur Saison 2025 erhielt van Rooijen einen Vertrag beim UAE Team ADQ.

## Familie
Ihre ältere Schwester Anne van Rooijen ist ebenso Radrennfahrerin und fährt mit ihr seit 2022 im selben Team.

## Erfolge
2019
- Europameisterschaften – Straßenrennen (Junioren)

2024
- Drentse Acht van Westerveld
- Omloop van Borsele
- eine Etappe und Nachwuchswertung Princess Anna Vasa Tour
- Konvert Koerse
- Grote Prijs Beerens
- U23-Europameisterin – Straßenrennen